# Siège de Jammerbergdrift
Seconde guerre des Boers
Batailles
Raid Jameson (décembre 1895 - janvier 1896)
- Doornkop

Front ouest (octobre 1899 - juin 1900)
- Kraaipan
- Belmont
- Graspan
- Modder River
- Stormberg
- Magersfontein
- Kimberley
- Paardeberg
- Poplar Grove
- Driefontein
- Sand River
- Mafeking
- Doornkop
- Biddulphsberg
- Lindley
- Diamond Hill

Front est (octobre 1899 - août 1900)
- Talana Hill
- Elandslaagte
- Rietfontein
- Bataille de Ladysmith
- Colenso
- Spion Kop
- Vaal Krantz
- Siège de Ladysmith
- Libération de Ladysmith
- Bergendal

Raids et guérillas (mars 1900 - mai 1902)
- Sanna's Post
- Mostertshoek
- Jammerbergdrift
- Roodewal
- Bothaville
- Leliefontein
- Nooitgedacht
- Vlakfontein
- Groenkloof
- Elands River
- Bloedrivier Poort
- Bakenlaagte
- Groenkop
- Tweebosch
- Rooiwal

Le Siège de Jammerbergsdrift (ou Siège de Wepener) fut un siège mené pendant la deuxième guerre des Boers (1899-1902) du 9 au 25 avril 1900 par les troupes du général Christiaan De Wet autour de positions britanniques.

## Rétroactes
Face à la prise de Bloemfontein par les Britanniques le 13 mars 1900, les Boers se réunirent le 17 mars en un Kriegsraat (Conseil de guerre) dans les environs de Kroonstad, et décidèrent d'une nouvelle stratégie contre les Britanniques, faites de raids et guérillas. Compte tenu des effectifs respectifs et de l'équipement des deux armées en présence, une guerre régulière était en effet devenu impossible pour les Boers.
Les Boers inaugurèrent cette stratégie par les victoires de Sanna's Post et de Mostertshoek obtenues le 31 mars et le 4 avril 1900 par le général Christiaan De Wet.

## Le siège
Fort de ces premiers succès, De Wet et ses 2 000 hommes décidèrent de mener un siège sur le positions britanniques établies à Jammerbergsdrift. Le siège fut mené à partir du 9 avril, mais dut être levé le 25 avril sous la menace de renforts britanniques, les Boers n'ayant pu réduire les assiégés en temps utile.